# Bảo tàng nghệ thuật đương đại quốc gia (Hàn Quốc)
Bảo tàng Nghệ thuật hiện đại Quốc gia (tiếng Hàn Quốc: 국립현대미술관) là một bảo tàng nghệ thuật đương đại với bốn chi nhánh ở Gwacheon, Deoksugung, Seoul và Cheongju, Hàn Quốc. Bảo tàng được thành lập lần đầu tiên vào năm 1969 với tư cách là bảo tàng nghệ thuật quốc gia duy nhất trong cả nước chứa đựng các tác phẩm nghệ thuật đương đại và hiện đại của Hàn Quốc, cũng như nghệ thuật quốc tế của các thời kỳ khác nhau.

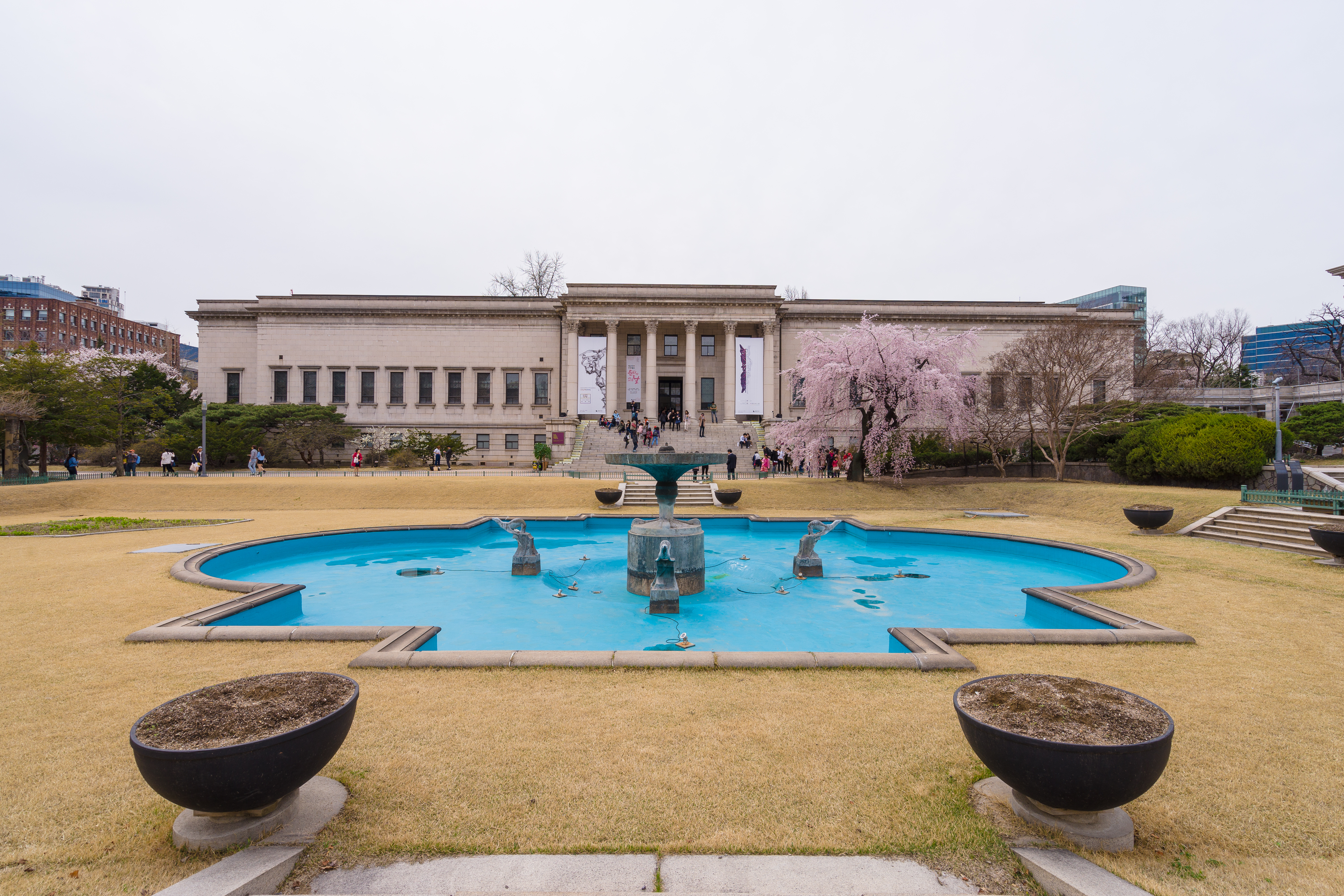
Chi nhánh Deoksugung

## Lịch sử và phong cách kiến trúc

### Gwacheon
Ngày 20 tháng 10 năm 1969, bảo tàng ban đầu thành lập tại Gyeongbokgung, nhưng chuyển đến Deoksugung vào năm 1973 và rồi chuyển đến vị trí hiện tại năm 1986. Bảo tàng được thành lập để đóng góp vào sự phát triển của nghệ thuật đương đại Hàn Quốc bằng cách bảo tồn và trưng bày một cách có hệ thống các tác phẩm nghệ thuật tạo ra từ năm 1910, bảo tàng có ba tầng với diện tích 73.360㎡ và một công viên điêu khắc ngoài trời chiếm diện tích 33.000㎡. Mô-típ của kiến trúc là pháo đài và ụ đèn hiệu truyền thống của Hàn Quốc, tòa nhà có nội thất hình xoắn ốc độc đáo và cũng là nơi đặt Dadaigseon, một trong những tác phẩm nghệ thuật video nổi tiếng nhất của Nam June Paik.

### Deoksugung
Chi nhánh đầu tiên của MMCA thành lập năm 1998 tại Seokjo-jeon của Deoksugung (Jeong-dong, Jung-gu, Seoul, Hàn Quốc), nhằm tăng cường hơn nữa khả năng tiếp cận của bảo tàng với những người sống ở phía bắc Seoul. Bảo tàng có bốn phòng triển lãm, khu nghỉ ngơi và cửa hàng nghệ thuật, tổng diện tích khoảng 3.428㎡.

### Seoul
Chi nhánh Seoul mở cửa ngày 13 tháng 11 năm 2013, bên cạnh Gyeongbokgung. Bảo tàng xây dựng phía trên và bên cạnh tòa nhà Bộ Tư lệnh An ninh Quốc phòng trước đây của Quân đội, thiết kế kiến trúc áp dụng khái niệm madang (sân), tích hợp ngoại thất và nội thất của tòa nhà với môi trường xung quanh. Madang còn là không gian giải trí công cộng cũng như không gian để tổ chức các sự kiện và chương trình nghệ thuật ngoài trời.

### Cheongju
Mở cửa năm 2018, MMCA Cheongju là một trung tâm lưu trữ và bảo tồn, nơi đây cũng đào tạo các chuyên gia trong lĩnh vực bảo tồn nghệ thuật.

## Bộ sưu tập và triển lãm

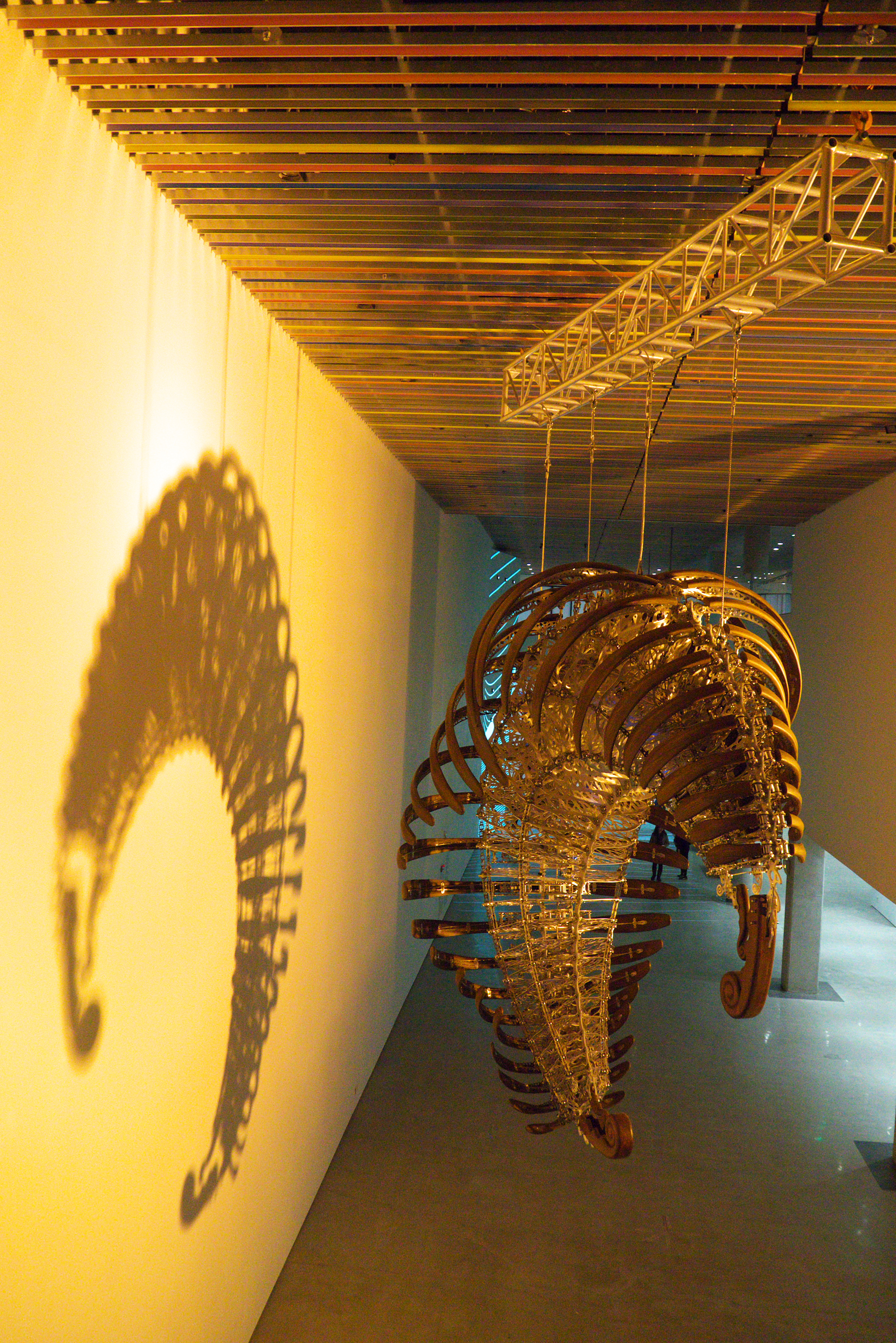
Opertus Lunula Umbra (Bóng tối ẩn của mặt trăng) của U-ram Choe tại chi nhánh Seoul mở cửa năm 2013

Bộ sưu tập của bảo tàng có khoảng 10.000 tác phẩm nghệ thuật bao gồm các tác phẩm của các nghệ sĩ đương đại Hàn Quốc như Go Hui-dong, Ku Bon-ung, Park Su-geun và Kim Whan-ki. Bảo tàng cũng đã tập hợp một bộ sưu tập đáng kể được quốc tế công nhận bao gồm các tác phẩm nghệ thuật của Joseph Beuys, Andy Warhol, Georg Baselitz, Jörg Immendorff, Marcus Lüpertz, Nam June Paik, Nikki de Saint-Phalle, Jonathan Borofsky, và Michelangelo Pistoletto.
Năm 2021, Bảo tàng Nghệ thuật Đương đại và Hiện đại Quốc gia đã nhận được gần 1.500 tác phẩm nghệ thuật như một sự quyên góp từ di sản của cố doanh nhân Lee Kun-hee. Bộ sưu tập tranh, bản vẽ và tác phẩm điêu khắc thể hiện sự đóng góp lớn nhất mà bảo tàng nhận được "cả về giá trị và quy mô". Hơn 90% các tác phẩm được thực hiện bởi các nghệ sĩ đương đại của Hàn Quốc, bao gồm hơn 100 tác phẩm của họa sĩ Lee Jung-seob và gần 70 tác phẩm của nghệ nhân Yoo Kangyul. Các nghệ sĩ phương Tây đáng chú ý khác trong việc quyên góp bao gồm Paul Gauguin, Pierre-Auguste Renoir, Camille Pissarro, Marc Chagall, Salvador Dalí và Joan Miró.

## Các bộ phận

### Giáo dục
MMCA có các chương trình giáo dục nghệ thuật khác nhau bao gồm các chương trình giáo dục chuyên nghiệp cho người phụ trách, nhân viên của viện bảo tàng, giáo viên nghệ thuật và sinh viên đại học. Bảo tàng Trẻ em nằm trong bảo tàng chính Gwacheon, nơi tổ chức các chương trình dành cho học sinh tiểu học, học sinh khuyết tật và học sinh đến từ các khu dân cư nghèo. Ngoài ra còn có một chương trình hỗ trợ đặc biệt cho các nghệ sĩ trẻ, được gọi là 'Residency', trong đó bảo tàng sẽ cung cấp các xưởng cho các nghệ sĩ trẻ được chọn, tổ chức các cuộc trò chuyện nghệ thuật giữa các nghệ sĩ và chuyên gia nghệ thuật.

### Nghiên cứu và Bảo tồn
Trung tâm bảo tồn của bảo tàng thành lập lần đầu tiên năm 1980. Trung tâm đã và đang làm việc để phát triển các kỹ thuật bảo tồn hiện đại bằng cách tổ chức các chương trình trao đổi với các trung tâm bảo tồn ở nước ngoài. Hiện tại, trung tâm được chia thành bốn phòng chuyên môn: tranh sơn dầu, tác phẩm nghệ thuật truyền thống Hàn Quốc, tác phẩm điêu khắc đương đại và tác phẩm nghệ thuật trung gian. Hơn nữa, bảo tàng đã mở 'Trung tâm Nghiên cứu Nghệ thuật' vào năm 2013, nơi đây tập trung vào việc nghiên cứu nghệ thuật đương đại Đông Á.

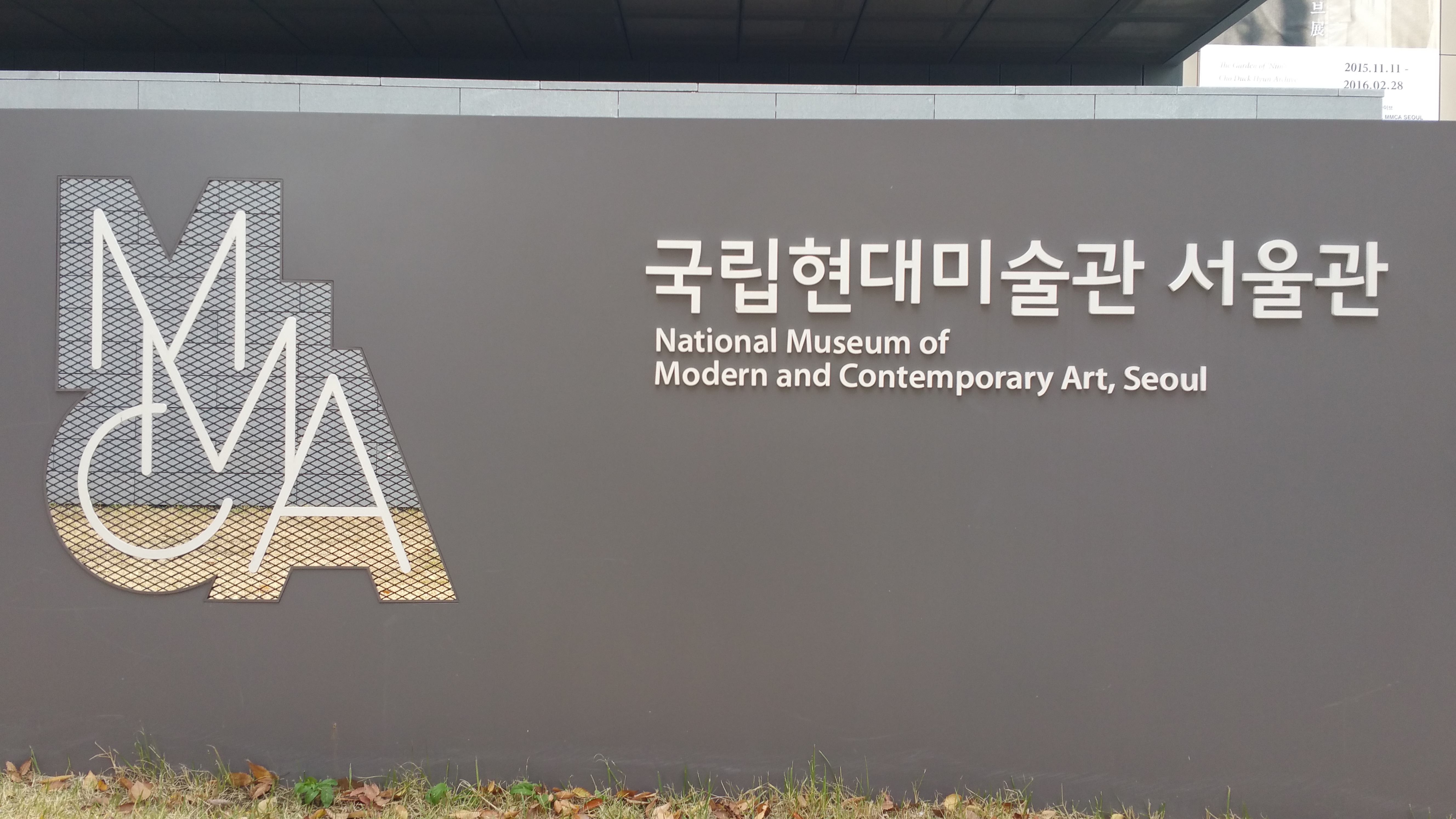
Chi nhánh Seoul

## Tranh cãi
Ngay sau khi khai mạc, các thành viên của Hiệp hội Mỹ thuật Hàn Quốc và các tổ chức nghệ sĩ khác đã phản đối việc lựa chọn tác phẩm nghệ thuật để đưa vào bảo tàng. Họ buộc tội Giám đốc, người từng tốt nghiệp Đại học Quốc gia Seoul, có thiên hướng ưu tiên đối với sinh viên tốt nghiệp trường đó, và đưa ra lưu ý rằng có tới 32 trong số 39 nghệ sĩ đại diện trong triển lãm Zeitgeist Korea đều đến từ trường cũ của ông.